# قطعنامه ۷۵۷ شورای امنیت
قطعنامه ۷۵۷ شورای امنیت سازمان ملل متحد که در تاریخ ۳۰ مه ۱۹۹۲ تصویب شد، سندی بین‌المللی دربارهٔ بوسنی و هرزگوین است. این قطعنامه طی نشست ۳۰۸۲ام با ۱۳ رای موافق، ۰ مخالف و ۲ ممتنع تصویب شد.